# Øster Hornum
Øster Hornum ist ein Ort im Norden der dänischen Halbinsel Jütland. Er gehört zur Gemeinde Rebild in der Region Nordjylland und zählt 1076 Einwohner (Stand 1. Januar 2023).

## Entwicklung der Einwohnerzahl
| Jahr           | Einwohner |
| -------------- | --------- |
| 1. Januar 1976 | 662       |
| 1. Januar 1981 | 840       |
| 1. Januar 1986 | 925       |
| 1. Januar 1990 | 953       |
| 1. Januar 1996 | 949       |
| 1. Januar 2000 | 990       |
| 1. Januar 2004 | 989       |
| 1. Januar 2008 | 968       |
| 1. Januar 2009 | 974       |
| 1. Januar 2010 | 968       |

## Verwaltungszugehörigkeit
- bis 31. März 1970: Landgemeinde Øster Hornum, Ålborg Amt
- 1. April 1970 bis 31. Dezember 2006: Støvring Kommune, Nordjyllands Amt
- seit 1. Januar 2007: Rebild Kommune, Region Nordjylland